# Transamund I.
Transamund I. (auch Transemund, Thrasimund, Thrasamund; † 703) war bis 663 Comes (Graf) von Capua und von 663 bis 703 Dux des langobardischen Herzogtums Spoleto.

## Leben
Transamund hatte einen Bruder namens Wachilap; ihre Eltern sind unbekannt. Er war mit einer Tochter des Königs Grimoald verheiratet, mit der er den Sohn Faroald II. hatte.
Um 661/662 war Transamund bereits comes von Capua, als sein dux Grimoald von Benevent plante, das Königtum an sich zu reißen. Godepert, der gemeinsam mit seinem Bruder Perctarit als König der Langobarden herrschte, suchte 661/662 die Unterstützung dux Grimoalds von Benevent gegen Perctarit. Grimoald übergab sein Herzogtum 662 seinem Sohn Romuald I. und marschierte mit einer kleinen Kriegerschar zum Königssitz nach Pavia. Auf dem Weg sammelte Grimoald Verbündete um sich und schickte Transamund nach Spoleto und Tuscien, um weitere Bundesgenossen zu finden. In der Emilia vereinten sich beide Abteilungen. Grimoald erstach Godepert 662 in seinem Palast. Perctarit floh ins Exil. Eine Volksversammlung bestätigte Grimoald als König.
662 landete der byzantinische Kaiser Konstans II. mit seinem Heer bei Tarent und eroberte zahlreiche Städte im Benevent. Konstans beendete 663 den Feldzug und zog sich nach Sizilien zurück. Transamund wird im Zusammenhang mit diesem Feldzug zwar nicht genannt, doch scheint er sich auch hier hervorgetan zu haben. Nach Abschluss der Kämpfe verheiratete Grimoald 663 seine Tochter mit Transamund und ernannte ihn nach dem Tod Attos zum dux von Spoleto. Transamund herrschte gleichberechtigt mit seinem Bruder Wachilapus.
Die Bedeutung Spoletos lag einerseits in der geographischen Verbindung zwischen dem norditalienischen Königtum und dem Herzogtum Benevent, andererseits trennte es die noch römischen Besitzungen um Ravenna und an der Adria von denen um Rom und Neapel.
Nach Transamunds Tod im Jahr 703 folgte ihm sein Sohn Faroald II. als dux nach.